# Kettenwirk-Praxis
Die Kettenwirk-Praxis ist seit 1967 das Fachmagazin der Wirkerei. Es berichtet über neue Entwicklungen rund um Anwendungen, Maschinen und Textilien, stellt erfolgreiche Unternehmen vor und informiert über wichtige Trends. 

## Rubriken
Die Informationen sind in die Rubriken Fashion, Home Textiles, Technical Textiles, Warp Preparation, Spotlights, Timer, Patent und Patterns gegliedert. Auffällig ist bei dieser Fachzeitschrift die Rubrik Patterns, in welcher verschiedene textile Neuentwicklungen als Muster zum Anfassen eingeklebt sind und ausführlich beschrieben werden.

## Zielgruppen
Als Zielgruppen sind Entwickler, Hersteller, Verarbeiter und Verkäufer von Fasern, technischen und semitechnischen Textilien, Oberbekleidung und Sportbekleidung, Spitze, Gardinen, Heimtextilien, Netzen, Schläuchen, Wirkmaschinenzubehör sowie Institute, Universitäten und Fachhochschulen anzusehen. 

## Daten
Die Kettenwirk-Praxis erscheint 4× jährlich in deutscher, englischer und chinesischer Sprache und erreicht eine Auflage von ca. 2500 Druckexemplaren. 
- Verlag: Karl Mayer Textilmaschinenfabrik
- Redaktion: Ulrike Schlenker